# Список Топ-100 мировых мыслителей по версии журнала Foreign Policy
Список Топ-100 мировых мыслителей составляется журналом Foreign Policy на основании информации, полученной в ходе голосования читателей (для просмотра последних списков необходима регистрация). Первые два рейтинга были подготовлены совместно в ноябре 2005 и июне 2008 года журналами Prospect Magazine (UK) и Foreign Policy (US). Целью было подготовить рейтинг 100 наиболее влиятельных ныне здравствующих и активно участвующих в общественной жизни интеллектуалов. С 2015 года число участников рейтинга варьируется и не обязательно равно стам.

## Список 2005 года
Следующие люди, вошедшие в первый список 2005 года:
1. Ноам Хомский
2. Умберто Эко
3. Ричард Докинз
4. Вацлав Гавел
5. Кристофер Хитченс
6. Пол Кругман
7. Юрген Хабермас
8. Амартия Сен
9. Джаред Даймонд
10. Салман Рушди
11. Наоми Кляйн
12. Ширин Эбади
13. Эрнандо де Сото
14. Бьорн Ломборг
15. Абдолкарим Сороуш
16. Томас Фридман
17. Папа Римский Бенедикт XVI
18. Эрик Хобсбаум
19. Пол Вулфовиц
20. Камилла Палья
21. Фрэнсис Фукуяма
22. Жан Бодрийя́р
23. Славой Жижек
24. Дэниел Деннет
25. Фримен Дайсон
26. Стивен Пинкер
27. Джеффри Сакс
28. Сэмюэл Хантингтон
29. Марио Варгас Льоса
30. Али аль-Систани
31. Эдвард Уилсон
32. Ричард Познер
33. Питер Сингер
34. Бернард Льюис
35. Фарид Закария
36. Гэри Беккер
37. Майкл Игнатьев
38. Чинуа Ачебе
39. Энтони Гидденс
40. Лоуренс Лессиг
41. Ричард Рорти
42. Ягдиш Бхагвати
43. Фернанду Энрике Кардозу
44. Джон Максвелл Кутзее
45. Нил Фергюсон
46. Айаан Хирси Али
47. Стивен Вайнберг
48. Юлия Кристева
49. Жермен Грир
50. Антонио Негри
51. Рем Колхас
52. Тимоти Гартон-Эш
53. Марта Нуссбаум
54. Орхан Памук
55. Клиффорд Гирц
56. Юсуф Аль-Кардави
57. Генри Луис Гейтс мл.
58. Тарик Рамадан
59. Амос Оз
60. Лоуренс Саммерс
61. Ганс Кюнг
62. Роберт Каган
63. Пол Кеннеди
64. Даниэль Канеман
65. Сари Нусейбе
66. Воле Шойинка
67. Кемаль Дервиш
68. Майкл Уолцер
69. Гао Синцзянь
70. Говард Гарднер
71. Джеймс Лавлок
72. Роберт Хьюз[англ.]
73. Али Мазруи
74. Крейг Вентер
75. Мартин Рис
76. Джеймс Уилсон[англ.]
77. Роберт Патнэм
78. Петер Слотердайк
79. Сергей Караганов
80. Сунита Нараин
81. Алан Финкелькраут
82. Фань Ган
83. Флоренс Вамбугу[англ.]
84. Жиль Кепель
85. Энрике Краузе[англ.]
86. Ха Джин
87. Нил Гершенфельд[англ.]
88. Пол Экман
89. Джарон Ланье
90. Гордон Конвей[англ.]
91. Павол Демеш[англ.]
92. Элейн Скэрри[англ.]
93. Роберт Купер
94. Харолд Вармус
95. Прамудья Ананта Тур
96. Чжен Бидзянь[англ.]
97. Кэнъити Омаэ
98. Ванг Джиси[англ.]
99. Кишоре Мабубани[англ.]
100. Синтаро Исихара

### Демографические характеристики
По территориальному признаку, примерно 40 % участников рейтинга — выходцы из США и Канады, 25 % — из Европы, и 22 % — с Ближнего и Дальнего Востока. На другие территории приходится менее 5 % — Латинская Америка — 4 и Африка с Австралией — 3. Лишь 8 % участников — женщины.

### Критика
Подобно множеству независимых Интернет опросов, на итоги данного рейтинга, возможно, повлияли организованные кампании по голосованию, а также языковые и национальные стереотипы организаторов.

## Список 2008 года
Следующие люди были представлены в рейтинге 2008 года:
1. Фетхуллах Гюлен
2. Мухаммад Юнус
3. Юсуф Аль-Кардави
4. Орхан Памук
5. Айтзаз Ахсан[англ.]
6. Амр Халед
7. Абдолкарим Соруш
8. Тарик Рамадан
9. Махмуд Мамдани
10. Ширин Эбади
11. Ноам Хомский
12. Ал Гор
13. Бернард Льюис
14. Умберто Эко
15. Айаан Хирси Али
16. Амартия Сен
17. Фарид Закария
18. Гарри Каспаров
19. Ричард Докинз
20. Марио Варгас Льоса
21. Ли Смолин
22. Юрген Хабермас
23. Салман Рушди
24. Сари Нусейбе
25. Славой Жижек
26. Вацлав Гавел
27. Кристофер Хитченс
28. Сэмюэл Хантингтон
29. Питер Сингер
30. Пол Кругман
31. Джаред Даймонд
32. Папа Римский Бенедикт XVI
33. Фань Ган
34. Майкл Игнатьев
35. Фернанду Энрике Кардозу
36. Лилия Шевцова
37. Чарльз Тейлор
38. Мартин Вулф
39. Эдвард Осборн Уилсон
40. Томас Фридман
41. Бьорн Ломборг
42. Дэниел Деннет
43. Фрэнсис Фукуяма
44. Рамачандра Гуха
45. Тони Джадт
46. Стивен Левитт
47. Нуриэль Рубини
48. Джеффри Сакс
49. Ван Хуи[англ.]
50. В. С. Рамачандран
51. Дрю Джилпин Фауст
52. Лоуренс Лессиг
53. Джон Максвелл Кутзее
54. Фернандо Саватер
55. Воле Шойинка
56. Янь Сюэтун
57. Стивен Пинкер
58. Алма Гильермопрето[англ.]
59. Сунита Нараин
60. Аньес Басведан
61. Майкл Уолцер
62. Ниалл Фергюсон
63. Джордж Айити[англ.]
64. Ашиш Нанди
65. Дэвид Петреус
66. Оливье Руа
67. Лоуренс Саммерс
68. Марта Нуссбаум
69. Роберт Каган
70. Джеймс Лавлок
71. Крейг Вентер
72. Амос Оз
73. Саманта Пауэр
74. Ли Куан Ю
75. Ху Шули[англ.]
76. Кваме Энтони Аппиа
77. Малкольм Гладуэлл
78. Александр де Вааль[англ.]
79. Джанни Риотта[англ.]
80. Даниэль Баренбойм
81. Тереза Дельпеш[англ.]
82. Уильям Истерли
83. Минксин Пей[англ.]
84. Ричард Познер
85. Иван Крыстев
86. Энрике Краузе[англ.]
87. Энн Аппельбаум
88. Рем Колхас
89. Жак Аттали
90. Пол Коллиер
91. Эстер Дуфло
92. Майкл Спенс
93. Роберт Патнэм
94. Харолд Вармус
95. Говард Гарднер
96. Даниэль Канеман
97. Егор Гайдар
98. Нил Гершенфельд[англ.]
99. Ален Финкелькраут
100. Ян Бурума[англ.]

### Критика
Само издание Prospect в опубликованной редакционной статье объяснило своё удивление относительно того факта, что первые 10 человек в рейтинге 2008 года имели мусульманские корни, обратив также внимание на то, что неожиданный рост числа голосов в их поддержку произошёл после того, как газета «Заман» опубликовала статью, информирующую движение Гюлена о проходящем голосовании.

## Списки 2009—2019 годов
(Для просмотра этих списков может потребоваться регистрация.)
- 2009 FP Top 100 Global Thinkers (недоступная ссылка) (англ.)
- 2010 FP Top 100 Global Thinkers (недоступная ссылка) (англ.)
- 2011 FP Top 100 Global Thinkers (недоступная ссылка) (англ.)
- 2012 FP Top 100 Global Thinkers (недоступная ссылка) (англ.)
- 2013 FP Top 100 Global Thinkers (недоступная ссылка) (англ.)
- Global Thinkers 2014 (англ.)
- Global Thinkers 2015 (англ.)
- Global Thinkers 2016 (англ.)
- Global Thinkers 2017 (англ.)
- 2019 Global Thinkers (англ.)